# Mineral Springs (Arkansas)
Pour les articles homonymes, voir Mineral Springs.
Mineral Springs est une municipalité américaine située dans le comté de Howard en Arkansas.

## Géographie

### Situation et description
Mineral Springs est située dans le sud-ouest de l'Arkansas.
Selon le Bureau du recensement des États-Unis, la municipalité s'étend sur 2,3 milles carrés (5,96 km2), dont 0,02 mille carré (0,05 km2) d'étendues d'eau.

## Histoire

### Époque contemporaine
La localité est fondée vers 1840 par Cokely Williams, près de plusieurs sources (en anglais : springs). En 1842, Williams ouvre un premier bureau de poste sous le nom de Saline,. Elle porte un temps le nom de Greenville avant d'être renommée Mineral Springs en 1867 par le commerçant Joe Holcomb. Elle devient une municipalité en 1879 mais perd de nombreux habitants dans les années 1880, lorsque le chemin de fer lui préfère Nashville,. Le chemin de fer atteint finalement la ville au début du XXe siècle.

## Population et société

### Démographie
Lors du recensement de 2010, sa population est de 1 208 habitants.

#### Évolution du nombre d'habitants
| 1880 | 1900 | 1910 | 1920 | 1930 | 1940 | 1950 | 1960 |
| ---- | ---- | ---- | ---- | ---- | ---- | ---- | ---- |
| 546  | 278  | 432  | 777  | 712  | 731  | 751  | 616  |

| 1970 | 1980 | 1990  | 2000  | 2010  | - | - | - |
| ---- | ---- | ----- | ----- | ----- | - | - | - |
| 761  | 936  | 1 004 | 1 264 | 1 208 | - | - | - |

#### Répartition ethnique
Selon l'American Community Survey de 2018, la population de Mineral Springs se répartit également entre Afro-Américains et blancs (45 %). Le reste de la population est principalement hispanique, 7 % de ses habitants parlant espagnol chez eux.

## Économie

### Revenus de la population et fiscalité
Bien que Mineral Springs connaisse un revenu médian par foyer de 31 389 dollars, bien inférieur à l'Arkansas (45 726 dollars) et aux États-Unis (60 293 dollars), son taux de pauvreté est moins élevé à 10,7 % contre 17,2 % et 11,8 %,.

## Culture locale et patrimoine

### Lieux et monuments
Mineral Springs compte plusieurs monuments inscrits au registre national des lieux historiques :
- la gare du Memphis, Paris & Gulf Railroad, construite en 1908[7] ;
- le réseau de distribution d'eau de la ville, dont le château d'eau construit en 1936[3].

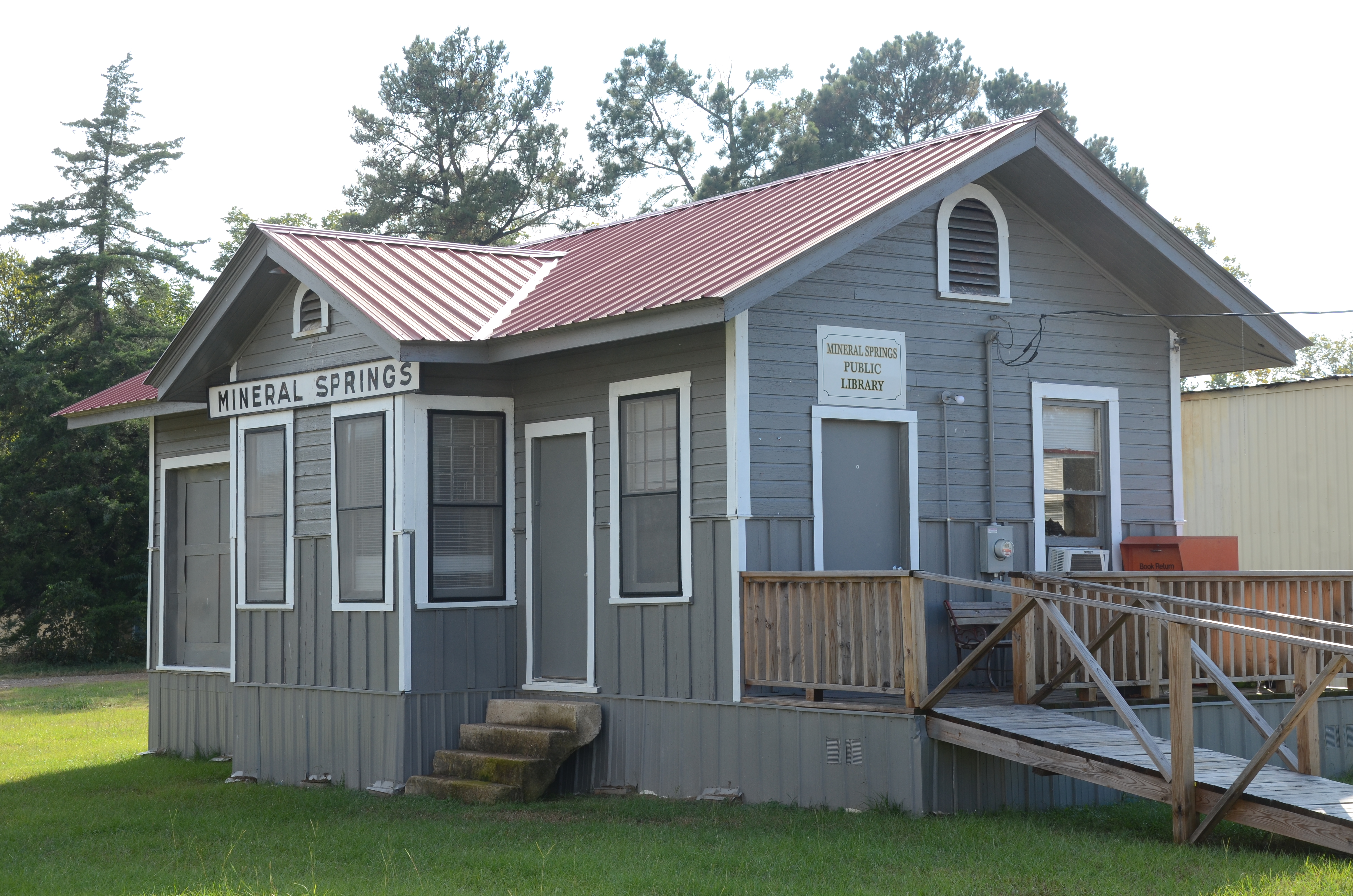
La gare du Memphis, Paris & Gulf Railroad.